# México tiene talento
México tiene talento fue un reality show mexicano de TV Azteca, el cual es una adaptación del formato original llamado Got Talent creado por Simon Cowell, mismo que tiene varias adaptaciones alrededor del mundo: Britain's Got Talent en Gran Bretaña, America's Got Talent en EE. UU., Got Talent España en España o Talento Chileno en Chile. Consta de 3 jueces, los cuales se encargan de seleccionar a personas con determinados talentos, de los que saldrá un ganador.
La primera temporada inició el 19 de octubre del 2014. La final se llevó a cabo el día 12 de diciembre de 2014 y tuvo como ganador a Pablo López.
La segunda temporada inició el 25 de octubre de 2015. La final se llevó a cabo el día 20 de diciembre de 2015 y tuvo como ganador a Fernando Badillo.
En 2019, TV Azteca confirmó una tercera temporada que se transmitió del 24 de febrero de 2019 al 26 de mayo de 2019. En esta ocasión, fue conducido por Eddy Vilard y el ganador fue Alexis Pérez.

## Casting
Las ciudades en donde se realizaron los cástines fueron: Acapulco, Aguascalientes, Campeche, Cancún, Ciudad de México, Ciudad Juárez, Chiapas, Chihuahua, Coatzacoalcos, Colima, Culiacán, Durango, Ensenada, Hidalgo, Jalisco, La Paz, León, Mazatlán, Mexicali, Michoacán, Morelos, Monterrey, Nayarit, Oaxaca, Puebla, Querétaro, San Luis Potosí, Hermosillo, Tabasco, Tijuana, Toluca, Torreón, Veracruz, Mérida y Zacatecas.
Para la tercera temporada, el casting se realizó vía en línea a través de la página oficial de TV Azteca.

## Temporadas
| Edición | Estreno               | Final                   | Premio     | Ganador          | Presentador       | Jurado               | Jurado          | Jurado             |
| Edición | Estreno               | Final                   | Premio     | Ganador          | Presentador       | 1                    | 2               | 3                  |
| ------- | --------------------- | ----------------------- | ---------- | ---------------- | ----------------- | -------------------- | --------------- | ------------------ |
| 1       | 19 de octubre de 2014 | 12 de diciembre de 2014 | $1,000,000 | Pablo López †    | Rykardo Hernández | José Manuel Figueroa | Ximena Sariñana | Héctor Martínez    |
| 2       | 25 de octubre de 2015 | 20 de diciembre de 2015 | $1,000,000 | Fernando Badillo | Rykardo Hernández | Kalimba              | Ximena Sariñana | Héctor Martínez    |
| 3       | 24 de febrero de 2019 | 26 de mayo de 2019      | $1,000,000 | Alexis Pérez     | Eddy Vilard       | Adal Ramones         | María José      | Horacio Villalobos |

## Presentación

### Presentadores
| Ediciones         | Ediciones | Ediciones | Ediciones |
| Presentador       | 1         | 2         | 3         |
| ----------------- | --------- | --------- | --------- |
| Rykardo Hernández |           |           |           |
| Eddy Vilard       |           |           |           |

### Jurado
| Miembro del jurado   | Temporada | Temporada | Temporada |
| Miembro del jurado   | 1         | 2         | 3         |
| -------------------- | --------- | --------- | --------- |
| José Manuel Figueroa |           |           |           |
| Ximena Sariñana      |           |           |           |
| Héctor Martínez      |           |           |           |
| Kalimba              |           |           |           |
| Adal Ramones         |           |           |           |
| María José           |           |           |           |
| Horacio Villalobos   |           |           |           |

## Reglas
Las reglas del reality son las siguientes:
- Aquel participante que al término de su presentación obtenga el SÍ de mínimo dos jueces, pasará a la siguiente etapa.
- El participante que durante su presentación obtenga 3  X tendrá que terminar su presentación inmediatamente.
- Aquel participante más afortunado que tenga la X dorada por cualquiera de los tres jueces, pasará automáticamente a la semifinal. (Cada juez podrá usar este botón sólo una vez por ciudad).

## Formato
La Primera Temporada estuvo conformada por 40 episodios divididos en 4 etapas, Las Audiciones, Semifinales, La Revancha y La Final.
- Las Audiciones: Fueron realizadas en Guadalajara, Puebla y la Ciudad de México. Los actos se presentan y si al menos 2 jueces otorgan un SI, el acto pasa a etapa de deliberación en donde los jueces se tendrán que poner de acuerdo sobre que actos pasarán a la etapa de semifinal; si el acto obtiene el botón dorado pasa directo a semifinales.
- Las Semifinales:

Día 1-4: Se presentan 5 actos por día, 4 son eliminados y 1 pasa a votación del público.
Día 5: Se revela cual de los 4 actos obtuvo la mayor votación por parte del público y pasa así a la Final del programa, los 3 actos restantes se presentan de nuevo y el jurado rescata a uno, el cual pasa a la etapa de revancha.
- La Revancha: se presentan los 4 actos rescatados durante las 4 semanas de semifinales, el acto vencedor de esta etapa se convierte en el quinto finalista.
- La Final: Se lleva a cabo con los 4 actos ganadores de las semifinales, el ganador de la revancha y un acto más; siendo un total de 6 Finalistas donde por medio del público se elige al Acto Ganador de un Millón de Pesos.

La Segunda Temporada estuvo conformada por 3 etapas, Las Audiciones, Semifinales y La Final.
- Las Audiciones: Los actos se presentan y si al menos 2 jueces otorgan un SI, el acto pasa a la decisión final donde los jueces se tendrán que poner de acuerdo sobre que actos pasaran a la semifinal; si el acto obtiene el botón dorado pasa directo a semifinales.
- Las Semifinales: Se eligen los 8 actos que pasaran a la gran final, una parte es decisión de los jueces, mientras que la otra es del público.
- La Final: Los 8 finalistas se presentan por última vez y por medio del público se elige al Acto Ganador de un Millón de Pesos.

## Tercera temporada (2019)

### Audiciones
- Obtuvo el botón dorado en las audiciones.
- El juez pulsó el botón rojo en las audiciones.
- Concursantes que pasan directamente a la Semifinal al obtener el botón dorado por parte de los jueces.
- Concursante que obtuvo dos "NO" por parte de los jueces, por lo tanto queda eliminado.

| Programa                                   | Concursantes                           | Procedencia                                  | Talento                                | Edad    | Valoración | Valoración | Valoración   | Información |
| Programa                                   | Concursantes                           | Procedencia                                  | Talento                                | Edad    | Adal       | María José | Horacio      | Información |
| ------------------------------------------ | -------------------------------------- | -------------------------------------------- | -------------------------------------- | ------- | ---------- | ---------- | ------------ | ----------- |
| Programa 1 (Domingo 24 de febrero de 2019) | Dúo Go (Gabriela Ramos y Omar Lazcano) | Ciudad de México                             | Acrobacia                              | 26 y 27 | Sí         | Sí         | No           | Avanzan     |
| Programa 1 (Domingo 24 de febrero de 2019) | Dragons                                | Monterrey, Nuevo León                        | Danza                                  | 13 - 15 | Sí         | Sí         | No           | Avanzan     |
| Programa 1 (Domingo 24 de febrero de 2019) | Francisco Puga                         | Tuxtla Gutiérrez, Chiapas                    | Imitador de Voces                      | 31      | Sí         | Sí         | Sí           | Avanza      |
| Programa 1 (Domingo 24 de febrero de 2019) | Nadeida Ríos                           | Ciudad de México                             | Danza Aérea                            | 11      | Sí         | Sí         | No           | Avanza      |
| Programa 1 (Domingo 24 de febrero de 2019) | Dancer Boys                            | Atizapán de Zaragoza, Estado de México       | Baile Urbano - Hip Hop                 | -       | Sí         | Sí         | No           | Avanzan     |
| Programa 1 (Domingo 24 de febrero de 2019) | Garrapata Show                         | Monterrey, Nuevo León                        | Clown                                  | -       | Sí         | - Sí       |              | Avanzan     |
| Programa 1 (Domingo 24 de febrero de 2019) | Movies and sounds crew                 | Ciudad de México                             | Hip Hop (Sonidos por medio de la boca) | 21-24   | Sí         | Sí         | Sí           | Avanzan     |
| Programa 1 (Domingo 24 de febrero de 2019) | Luis Gómez y Reinalda sin Minifalda    | Ciudad de México                             | Domador de perros                      | 48      | Sí         | Sí         | Sí           | Avanza      |
| Programa 1 (Domingo 24 de febrero de 2019) | Alexis Pérez                           | Toluca, Estado de México                     | Músico                                 | 24      | Sí         | Sí         | Sí           | Avanza      |
| Programa 1 (Domingo 24 de febrero de 2019) | Donovan Borja y T.T. Boy               | Ecatepec, Estado de México                   | Ciclismo                               | 27 y 35 | No         | -          | No           | Eliminados  |
| Programa 1 (Domingo 24 de febrero de 2019) | Mary Solórzano                         | Ciudad de México                             | Bailarina                              | 80      | Sí         | Sí         | Sí           | Avanza      |
| Programa 1 (Domingo 24 de febrero de 2019) | Laura y Fidel                          | Querétaro, Querétaro (Laura) Francia (Fidel) | Bailarines                             | 45 y 30 | No         | No         | No           | Eliminados  |
| Programa 2 (Domingo 3 de marzo de 2019)    |                                        |                                              |                                        |         |            |            |              |             |
| El Mago Místico                            | Ciudad de México                       | Magia                                        | 21                                     | No      |            |            | Eliminado    |             |
| Mauricio Sánchez                           | Córdoba, Veracruz                      | Guitarrista                                  | 19                                     | No      | Sí         | Sí         | Avanza       |             |
| Dance Evolution                            | Playa del Carmen, Quintana Roo         | Salto a la cuerda                            | -                                      | Sí      | Sí         | Sí         | Avanzan      |             |
| Ana Torres                                 | Torreón, Coahuila                      | Cantante                                     | 14                                     | Sí      | No         | No         | Eliminada    |             |
| AD-Kendra                                  | Ciudad de México                       | Rapera                                       | 18                                     | Sí      | No         |            | Eliminada    |             |
| D4U                                        | Ciudad de México                       | Bailarines                                   | -                                      | No      | No         | No         | Eliminados   |             |
| Mago Bat Lord                              | Toluca, Estado de México               | Magia                                        | 40                                     | Sí      | Sí         | Sí         | Avanza       |             |
| José Daniel Peralta                        | Estado de México                       | Freestyle                                    | 18                                     |         |            |            | Eliminado    |             |
| Marco Antonio Penagos                      | Ciudad de México                       | Ula hup                                      | 26                                     | Sí      | Sí         | Sí         | Avanza       |             |
| Ed Chávez                                  | Ciudad de México                       | Parkourero                                   | 28                                     | No      | Sí         | Sí         | Avanza       |             |
| Los Bañales Jr.                            | Guadalajara, Jalisco                   | Cantantes                                    | -                                      |         |            |            | Pase Directo |             |
| Programa 3 (Lunes 3 de marzo de 2019)      |                                        |                                              |                                        |         |            |            |              |             |
|                                            |                                        |                                              |                                        |         |            |            |              |             |
|                                            |                                        |                                              |                                        |         |            |            |              |             |
|                                            |                                        |                                              |                                        |         |            |            |              |             |
|                                            |                                        |                                              |                                        |         |            |            |              |             |
|                                            |                                        |                                              |                                        |         |            |            |              |             |
|                                            |                                        |                                              |                                        |         |            |            |              |             |
|                                            |                                        |                                              |                                        |         |            |            |              |             |
|                                            |                                        |                                              |                                        |         |            |            |              |             |
|                                            |                                        |                                              |                                        |         |            |            |              |             |
|                                            |                                        |                                              |                                        |         |            |            |              |             |
|                                            |                                        |                                              |                                        |         |            |            |              |             |
| Programa 4 (Domingo 10 de marzo de 2019)   |                                        |                                              |                                        |         |            |            |              |             |
|                                            |                                        |                                              |                                        |         |            |            |              |             |
|                                            |                                        |                                              |                                        |         |            |            |              |             |
|                                            |                                        |                                              |                                        |         |            |            |              |             |
|                                            |                                        |                                              |                                        |         |            |            |              |             |
|                                            |                                        |                                              |                                        |         |            |            |              |             |
|                                            |                                        |                                              |                                        |         |            |            |              |             |
|                                            |                                        |                                              |                                        |         |            |            |              |             |
|                                            |                                        |                                              |                                        |         |            |            |              |             |
|                                            |                                        |                                              |                                        |         |            |            |              |             |
|                                            |                                        |                                              |                                        |         |            |            |              |             |
|                                            |                                        |                                              |                                        |         |            |            |              |             |
| Programa 5 (Lunes 11 de marzo de 2019)     |                                        |                                              |                                        |         |            |            |              |             |
|                                            |                                        |                                              |                                        |         |            |            |              |             |
|                                            |                                        |                                              |                                        |         |            |            |              |             |
|                                            |                                        |                                              |                                        |         |            |            |              |             |
|                                            |                                        |                                              |                                        |         |            |            |              |             |
|                                            |                                        |                                              |                                        |         |            |            |              |             |
|                                            |                                        |                                              |                                        |         |            |            |              |             |
|                                            |                                        |                                              |                                        |         |            |            |              |             |
|                                            |                                        |                                              |                                        |         |            |            |              |             |
|                                            |                                        |                                              |                                        |         |            |            |              |             |
|                                            |                                        |                                              |                                        |         |            |            |              |             |
|                                            |                                        |                                              |                                        |         |            |            |              |             |